# Rudolf von Gerlach

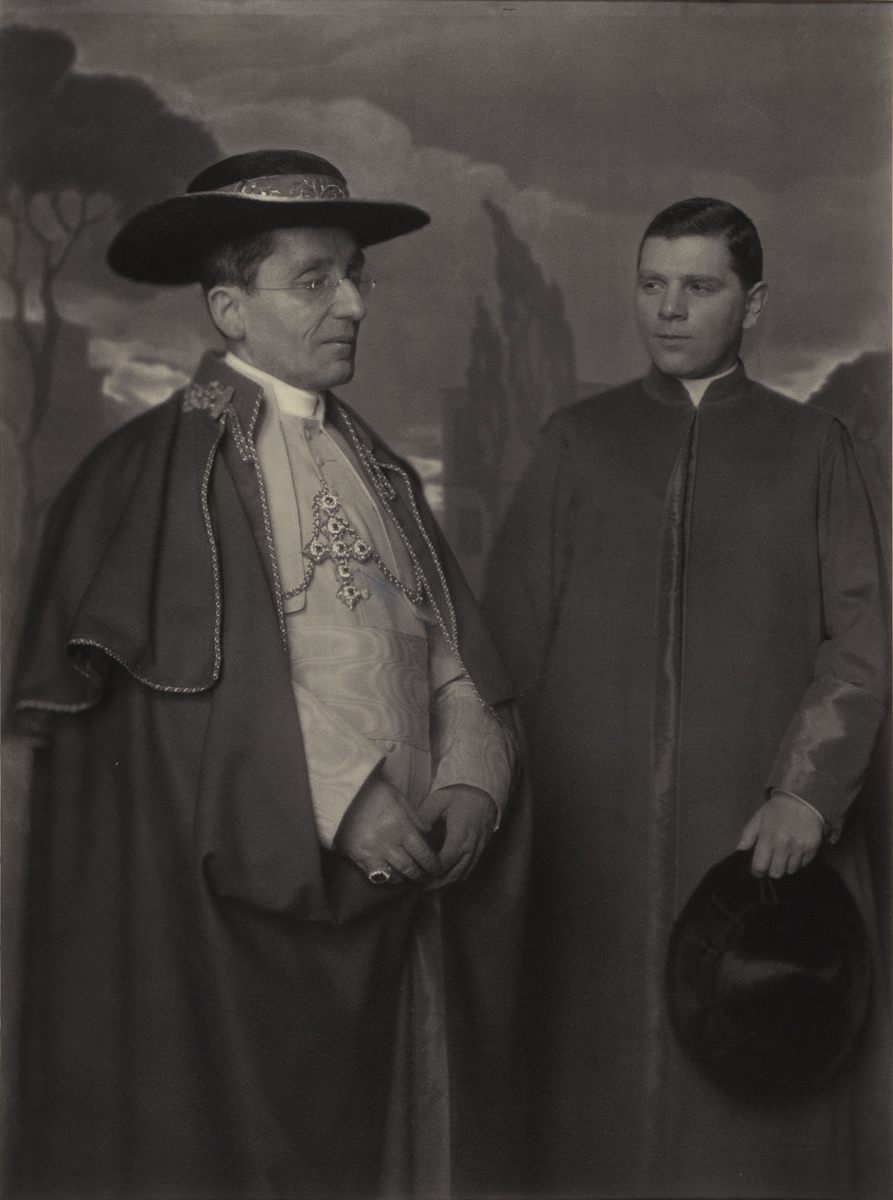
Papst Benedikt XV. mit Rudolf von Gerlach (Foto: Nicola Perscheid 1915)

Rudolf Wilhelm Philipp Joseph Gerlach, seit 1916 Ritter von Gerlach (* 13. Juli 1886 in Baden-Baden; † 14. November 1946 in Woking, Vereinigtes Königreich) war ein deutscher Theologe. Gerlach war Päpstlicher Geheimkämmerer und während des Ersten Weltkriegs Verbindungsmann zwischen Papst Benedikt XV. und der deutschen Regierung.

## Leben und Tätigkeit

### Jugend und frühe Laufbahn
Gerlach war einziger Sohn des aus Franken gebürtigen sächsischen Reserve-Offiziers Franz Josef Gerlach (1855–1923) und dessen Ehefrau Wilhelmine, geb. Burckhardt (1866–1925).
Im Jahre 1893 zog die Familie nach München. In Bayern besuchte Gerlach nach der Volksschule das Gymnasium in Landshut (1898–1901) und das Münchner Maximilian-Gymnasium (1901–1905), ohne einen Abschluss zu erlangen. Der Heerespflicht genügte er in Kassel, wo er die „Hartung’sche Militär-Vorbildungsanstalt“ besuchte, und beim Schleswig-Holsteinischen Ulanen-Regiment 15 in Saarburg. Am 1. September 1905 legte Fahnenjunker Gerlach in Berlin die Fähnrichsprüfung ab, wobei ihm dieses Examen als „Prima-Reifezeugnis“ anerkannt wurde.
Am 31. August 1906 schied er aus militärischen Diensten aus, hielt sich zunächst bei seinen seit 1904 getrennt lebenden Eltern (Scheidung: 1908) in Meran (beim Vater) bzw. in München (bei der Mutter) auf, um im Jahre 1907 ausgedehnte Reisen nach Frankreich, Italien, Nordamerika und (für sieben Monate) nach Mexiko zu unternehmen. In Mexiko lernte er den dort tätigen Apostolischen Delegaten Erzbischof Giuseppe Ridolfi (1859–1925) kennen, der ihn darin bestärkte, Priester zu werden.
Gerlach hatte die Armee nicht „mit schlichtem Abschied“ verlassen. Er war 1906 mit zwei Kameraden „in unsaubere Dinge“, wie „leichtsinniger Lebenswandel (...), Schuldenmachen (...) von 20.000 RM. (...) bei einem französischen Bankier“ und „Beschwindelung des Bankiers“, verwickelt gewesen. Auch sei „seine Führung nicht einwandfrei gewesen“ – allesamt Umstände, die erklären können, warum er erst nach einer Pause von 16 Monaten Schritte in Richtung eines Berufslebens unternahm. Im Januar 1908 begann er in Fribourg in der Schweiz, als Konviktorist des „Convict Salesianum“, das Philosophie- und Theologiestudium. Am 5. März 1908 akzeptierte ihn Celestino Endrici (1866–1940), der Bischof von Trient, als Alumnus seiner Diözese. Im Oktober 1908 wechselte Gerlach nach Rom, wo er als Mitglied des Almo Collegio Capranica seine Studien an der Università Gregoriana fortsetzte und im Juli 1910 erfolgreich abschloss.
Nachdem ihn der Nuntius in Bayern, Erzbischof Andreas Frühwirth OP (1845–1933), am 16. Oktober 1910 in der Kapelle der Münchner Nuntiatur zum Priester geweiht hatte, kehrte Gerlach nach Rom zurück, um in die „Accademia dei Nobili Ecclesiastici“, die Diplomatenakademie des Heiligen Stuhls, einzutreten. Fast genau vier Jahre (1910–1914) studierte er dort, erlangte aber keinen Abschluss. Seit 1912 arbeitete er als „Aiutante di Studio“ (Hilfskraft) für Prälat Anton Perathoner (1864–1930), einen der Richter an der Sacra Romana Rota. In Rom knüpfte er auch Kontakte zum Kurienkardinal Antonio Agliardi (1832–1915), der ihn 1912 zum Ehrendomherr in Albano ernannte, sowie zum Erzbischof von Bologna, Giacomo della Chiesa, den er am 31. August 1914, in seiner Eigenschaft als Dekan der Studentenschaft an der Diplomatenakademie, zum – aber nicht in das – Konklave nach dem Tode Papst Pius’ X. begleitete.
Kardinal della Chiesa, der am 3. September 1914 zum Papst gewählt worden war und sich Benedikt XV. nannte, berief Gerlach nur zwei Tage später zu einem seiner engsten Mitarbeiter in den Palazzo Apostolico, als er ihn zum „Guardaroba“, einem der „Camerieri Segreti Partecipianti“, der Wirklichen Diensttuenden Geheimen Kammerherren, ernannte. Gerlach gehörte nun zum engsten Gefolge des Papstes: er kontrollierte im päpstlichen Vorzimmer, wer Zugang zum Papst erlangte. Vor allem aber war er Referent des Papstes für sämtliche deutschsprachige Angelegenheiten.

### Tätigkeit Gerlachs während des Ersten Weltkriegs
Nach dem Eintritt Italiens in den Ersten Weltkrieg (24. Mai 1915) sahen sich die Mittelmächte Deutschland und Österreich-Ungarn von einer direkten Kommunikation mit dem innerhalb des italienischen Staates eingeschlossenen Vatikan weitgehend abgeschnitten. Gerlach als einziger aus Deutschland stammender direkter Mitarbeiter des Papstes erlangte hierdurch eine wichtige Rolle als Bindeglied der deutschen und österreichischen Regierungen zum Oberhaupt der katholischen Kirche.
Als der deutsche Zentrumspolitiker Matthias Erzberger 1916 das Projekt einer Übertragung der Herrschaft über das Fürstentum Liechtenstein an den Papst lancierte und nach der Zustimmung Benedikts zu diesem Vorhaben Verhandlungen mit dem Liechtensteiner Fürstenhaus zur Verwirklichung dieses Zieles aufnahm, liefen die Korrespondenzen und Berichte des Politikers an den Papst zu dieser Angelegenheit über Gerlach, den Benedikt mit der Betreuung des Vorgangs beauftragte. Hinter der ganzen Aktion stand die Überlegung, dass der Papst durch die Übernahme der nominellen Herrschaft über Liechtenstein (die faktische Regierung hätte bei dem dortigen Fürstenhaus verbleiben sollen) formal zu einem souveränen europäischen Territorialherrscher geworden wäre und somit einen Anspruch zur Einbeziehung in politische Verhandlungen der europäischen Mächte über eine Beendigung des Krieges und die Organisation der Nachkriegsordnung erlangt hätte. Das Liechtensteiner Herrschaftshaus würde derweil die faktische Regentschaft über den Kleinstaat ausüben und keine Verluste an Besitz und Einkünften erleiden und für das nominelle Zugeständnis mit der Etablierung eines eigenen Kardinals in Liechtenstein belohnt werden. In Deutschland erwartete man, dass eine Involvierung des Papstes in den Friedensprozess durch Teilnahme an entsprechenden Verhandlungen als souveräner Fürst eines eigenen (kleinen) Staates sich zugunsten der Mittelmächte auswirken würde. Bei den Entente-Mächten war man entsprechend gegenteiliger Ansicht. Gerlach, der de facto die politische Linie der päpstlichen Kurie zur Liechtenstein-Frage bestimmte, zog daher, bald nachdem das Projekt in Fahrt gekommen war, die Aufmerksamkeit der Geheimdienste der Westmächte auf sich.
Nachdem die Liechtensteiner Herrscherfamilie sich schließlich von dem Erzberger-Projekt distanziert hatte, ließ Gerlach den deutschen Zentrums-Politiker im Mai 1916 auf Geheiß des Papstes wissen, dass dieser das Projekt aufgegeben habe und er, Erzberger, keine weiteren Verhandlungen führen solle. Dennoch streckte er Fühler nach Spanien aus, ob man dem Papst nicht alternativ die Herrschaft über eine Baleareninsel überlassen könne.
Die italienische Regierung, die diese Vorgänge argwöhnisch beobachtete, beurteilte sie so, dass Gerlach der heimliche Hauptakteur bei dem Versuch gewesen sei, den Papst unter deutsche Kontrolle zu bringen. Auf ihr Geheiß hin leiteten die italienischen Militärjustizbehörden Ermittlungen gegen Gerlach wegen des Verdachts der Spionage ein.
Gerlach, der am 3. Februar 1916 durch König Ludwig III. von Bayern (1845–1921) mit dem Ritterkreuz des Verdienstordens der Bayerischen Krone ausgezeichnet und damit als „Ritter von Gerlach“ in den persönlichen Ritterstand erhoben worden war, kam einer drohenden Verhaftung zuvor, indem er am 7. Januar 1917 Rom verlassen hatte und in die Schweiz gereist war. Papst Benedikt XV. betonte, dass Gerlach von seinen vatikanischen Dienstpflichten beurlaubt, aber nicht entlassen worden oder in Ungnade gefallen sei..
Am 23. Juni 1917 verurteilte ihn ein Militärgericht in Rom wegen staatsgefährdender Handlungen und Marine-Spionage zu einer lebenslangen Zuchthausstrafe. In der deutschen Presse wurde das Urteil im „Gerlachprozess“ als „haarsträubend“ kommentiert und der Prozess als „Tendenzprozess“ kritisiert. Die Presse der alliierten Staaten griff Gerlach dagegen scharf an als den aktivsten Exponenten in den Beziehungen des Vatikans zu den Mittelmächten, die bis zum Ende des Krieges und auch in der Nachkriegszeit, in der er als Spion und Verräter verfemt war, andauerten.
Im schweizerischen Exil war es Gerlach darum getan, eine Revision des ihm ungerecht erscheinenden Urteils von 1917 zu erwirken. Sein Traum von einer Wiederaufnahme des Verfahrens (mit erhofftem Freispruch) sollte sich nicht erfüllen. Er warf vor allem dem Heiligen Stuhl vor, sich nicht ausreichend für seine Rehabilitation einzusetzen – und wirklich wurde bis zum Tod Benedikts XV. (22. Januar 1922) sein Kontakt zur Kurie immer schwächer. Schon 1919 drohte Gerlach damit, Memoiren zu publizieren – doch ließ auch diese Drohkulisse den Heiligen Stuhl nicht in seinem Sinne tätig werden. Bereits im Januar 1919 offiziell aus päpstlichen Diensten entlassen, lag die erhoffte Rückkehr in den Vatikan nun in unerreichbarer Ferne.
Zum endgültigen Bruch kam es, als Gerlach am 22. Oktober 1920 in Baden (Aargau) die geschiedene protestantische Holländerin Katharina Blanckenhagen (1882–1958) heiratete, die er 1918 kennengelernt hatte und die einen 16-jährigen Sohn in die Ehe brachte. Damit schied Gerlach nicht nur aus dem Klerus aus, er zog sich gleichzeitig „latae sententiae“ die Exkommunikation zu. Als am 26. August 1921 Matthias Erzberger, Gerlachs wichtigste Kontaktperson zum politischen Establishment des Deutschen Reichs während der Kriegsjahre, ermordet wurde, verlor er mit ihm den Kronzeugen seiner, mit dem Bischof von Chur, Georg Schmid von Grünegg (1851–1932), arrangierten, finanziellen Altersversorgung. Erst als Gerlach erneut die Publikation vertraulicher Dokumente androhte, erfolgten, zwischen 1924 und 1926, Zahlungen, an denen sich auch der Vatikan beteiligte.
Weniger erfolgreich war Gerlach mit dem Versuch, die Kurie Papst Pius’ XI. zu bewegen, für ihn in Rom auf die Revision seiner Verurteilung von 1917 zu drängen. Es gelang dem als Vermittler tätigen Kapuzinerpater Coelestin Schwaighofer (1863–1934), Gerlach glaubhaft zu machen, dass der Papst für ihn, der aus Klerus wie Glaubensgemeinschaft ausgeschieden sei, nicht mehr tätig werden könne. Damals versprach Gerlach auch, alle noch in seinem Besitz befindlichen vatikanischen Dokumente, bis auf einige persönliche Andenken, zu verbrennen – 1928 gab er dazu handschriftlich sein „Ehrenwort“. Wahrscheinlich kam Gerlach dem Heiligen Stuhl einseitig so weit entgegen, weil er sich die Aufhebung der Exkommunikation versprach. Sie erfolgte jedoch erst 1946, unmittelbar vor seinem Tod.

### Spätere Jahre
Gerlach, der bis zu seinem Tod polizeilich in der Schweiz, im Davoser „Hotel Belvédère“, gemeldet blieb, zog 1926, mit seiner Frau und deren Sohn, nach Bayern, zunächst in Egern als Mieter, seit 1936 dann in Gmund, in einem unmittelbar am Tegernsee neu errichteten Landhaus in Wohneigentum. Kontakte zum königlichen und herzoglichen Haus Bayern, die noch aus seiner Militärzeit stammten, sowie Verbindungen aus seiner Dienstzeit am päpstlichen Hof ließen Gerlach besonders in Kreisen des katholischen Adels Kontakt finden.
Von den nationalsozialistischen Polizeiorganen als Vaterlandsverräter, Agent des englischen Geheimdiensts und Staatsfeind eingestuft, wurde Gerlach im Frühjahr 1940 vom Reichssicherheitshauptamt in Berlin, das ihn in Großbritannien vermutete, auf die Sonderfahndungsliste G.B. gesetzt, ein Verzeichnis von Personen, die im Falle einer erfolgreichen deutschen Invasion Großbritanniens durch die Sonderkommandos der SS-Einsatzgruppen mit besonderer Priorität ausfindig gemacht und verhaftet werden sollten.
1940/1942 wurde im Auftrag des RSHA eine vertrauliche Studie über die deutsch-vatikanischen Beziehungen angefertigt. In dieser wurde auch ausführlich auf Gerlach eingegangen, der in ihr schwer angegriffen wurde.
Nachdem die Gestapo Gerlach Anfang Juli 1938 verhaftet und verhört hatte, da sie ihn seit wenigstens 1934 als britischen Geheimagenten beobachtete, reisten er und seine Frau noch im selben Monat in die Niederlande, Frau von Gerlachs Heimat. Hier lebte das Paar in der Pension „Villa Montrose“ in Doorn. Am 9. Mai 1940, einen Tag vor der deutschen Besetzung der Niederlande, flohen Gerlachs per Schiff nach England. In Woking (Grafschaft Surrey) lebten sie unauffällig. Rudolf von Gerlach starb an Darmkrebs. Seine Witwe zog 1946 zurück in die Niederlande, wo sie 1958 in Arnhem starb.